# Roumégoux, Tarn
Roumégoux är en kommun i departementet Tarn i regionen Occitanien i södra Frankrike. Kommunen ligger i kantonen Réalmont som tillhör arrondissementet Albi. År 2018 hade Roumégoux 262 invånare.

## Befolkningsutveckling
Antalet invånare i kommunen Roumégoux
| Referens: INSEE |